# Hugh Jenkins, Baron Jenkins of Putney
Hugh Gater Jenkins, Baron Jenkins of Putney (* 27. Juli 1908 in Enfield, Middlesex; † 26. Januar 2004) war ein britischer Politiker der Labour Party, der bei den Unterhauswahlen vom 15. Oktober 1964 erster Abgeordneter der Labour Party im Wahlkreis Putney wurde und diesen fünfzehn Jahre lang als Abgeordneter im House of Commons vertrat sowie von 1974 bis 1976 Staatsminister für die Künste in der zweiten Regierung von Premierminister Harold Wilson war und 1981 als Life Peer aufgrund des Life Peerages Act 1958 Mitglied des House of Lords wurde. Als Kunstminister schaffte er Eintrittsgelder für Museen ab, trat für eine Senkung von Subventionen für Opern- und Ballethäuser ein, um damit verstärkt Massenunterhaltungsinstitutionen wie Film und Fernsehen zu unterstützen und versuchte die schwierigen Frage der öffentlichen Verleihrechte von Autoren zu regeln, wurde aber 1976 von Wilsons Nachfolger James Callaghan wegen seiner zu linken Ansichten entlassen. Jenkins, der sich während seines gesamten Lebens für die Friedensbewegung engagierte, war von 1979 bis 1981 Vorsitzender der Campaign for Nuclear Disarmament (CND).

## Leben

### Berufstätigkeit, Zweiter Weltkrieg und frühe Nachkriegszeit
Jenkins, Sohn eines Milchmanns und der Tochter eines Metzgers, wurde nach dem Besuch der Grammar School von Enfield 1930 Mitarbeiter des Versicherers Prudential Assurance und war für diesen bis 1940 tätig. Am 12. September 1941 trat er als Unterleutnant (Pilot Officer) seinen Militärdienst beim Fighter Command der Royal Air Force (RAF) an und war hauptsächlich auf dem Luftwaffenstützpunkt in Nottingham stationiert, wo er als Fluglotse tätig war und zuletzt zum Hauptmann (Flight Lieutenant) befördert wurde.
Nach Kriegsende engagierte sich Jenkins bei den Unterhauswahlen vom 5. Juli 1945 für eine neue Generation von Kandidaten der Labour Party wie George Brown, Philip Noel-Baker und Geoffrey Stanley de Freitas, wobei er insbesondere um die Wählerstimmen der Bergarbeiter der Midlands war, die er als „die wahren Helden des Krieges“ (‚the real heroes of the war‘) bezeichnete.
Kurz darauf wurde er vom South East Asia Command (SEAC) zur Regierung nach Burma abkommandiert, wo er mit der Einrichtung eines englischsprachigen Programms für Radio Rangoon beauftragt wurde. In diesem Programm räumte er dem Führer der burmesischen Nationalisten, Aung San, Sendezeit ein. Dies führte dazu, dass er unter Beobachtung des britischen Nachrichtendienstes stand, und ihm nach seiner Rückkehr nach Großbritannien 1947 eine Anstellung als Mitarbeiter der British Broadcasting Corporation (BBC) verwehrt wurde.

### Gewerkschaftsfunktionär und erfolglose Unterhauskandidaturen
Stattdessen wurde Jenkins Organisator bei der Gewerkschaft der Bankangestellten National Union of Bank Employees und ließ sich in Croydon nieder, wo er als Kandidat der Labour Party zum Mitglied des Gemeinderates gewählt wurde. 1948 wurde er zugleich Redakteur der Gewerkschaftszeitung The Bank Officer.
Bei den Unterhauswahlen vom 23. Februar 1950 kandidierte er im neugeschaffenen Wahlkreis Enfield West, unterlag aber dem Kandidaten der Conservative Party, Iain Macleod. Bei den darauf folgenden Wahlen vom 25. Oktober 1951 verzichtete er auf eine erneute Kandidatur, zumal er erst kurz zuvor eine neue Tätigkeit als Assistierender Sekretär der Schauspielergewerkschaft Equity begonnen hatte.
Jenkins, der Mitte der 1950er Jahre sein Engagement für die Friedensbewegung begann und zu dieser Zeit die Abrüstungsinitiative Mitcham Hydrogen Bomb Campaign Committee gegründet hatte, kandidierte bei den Unterhauswahlen vom 26. Mai 1955 im Wahlkreis Mitcham, unterlag aber auch dieses Mal seinem Gegenkandidaten von den konservativen Tories, Robert Carr.
Anschließend engagierte er sich zunehmend für die politische Linke als Vorsitzender der Gruppe Victory for Socialism, der Nachfolgeorganisation von Keep Left, die eine maßgebliche Rolle in der linken Opposition während der Sueskrise 1956 spielte. Diese organisierte eine Kundgebung am Trafalgar Square, in der der Parteiführer der Labour Party Hugh Gaitskell die Invasionsabsichten von Premierminister Anthony Eden scharf kritisierte und damit den energischen Widerstand der Labour Party gegen den Sues-Feldzug begründete.
1958 sowie erneut 1961 wurde Jenkins zum Mitglied des London County Council (LCC) gewählt und vertrat in diesem bis 1965 den Stimmbezirk Stoke Newington and Hackney North.

### Unterhausabgeordneter
Kurz vor seiner Teilnahme am Ostermarsch in Aldermaston wurde Jenkins im Wahlkreis Putney 1963 zum Kandidaten der Labour Party für die Unterhauswahl am 15. Oktober 1964 nominiert. Gegen seine Nominierung stimmte der konservative Flügel der Partei wegen seines langjährigen Engagements für die Friedensbewegung noch vor der Gründung der CND und der Ostermärsche 1957. Nach einer Untersuchung durch das Nationale Exekutivkomitee der Labour Party und nachdem sich Richard Crossman sowie Anthony Greenwood für ihn ausgesprochen hatten, wurde seine Kandidatur aufrechterhalten.
Bei der Unterhauswahl am 15. Oktober 1964 konnte sich Jenkins gegen den langjährigen bisherigen Wahlkreisinhaber der Conservative Party, Hugh Linstead, mit einer Mehrheit von 1307 Stimmen überraschend deutlich durchsetzen: Während Jenkins 24.581 Wählerstimmen (44,9 Prozent) erhielt, entfielen auf Sir Hugh Linstead lediglich 23.274 Stimmen (42,54 Prozent). Seine Wahl trug damit mit zur knappen Regierungsmehrheit für die Labour Party bei, die mit Harold Wilson nach dreizehn Jahren erstmals wieder einen Premierminister stellen konnte.
Im Unterhaus wurde Jenkins aktives Mitglied der demokratisch-sozialistischen Tribune Group und engagierte sich als solches gegen Kernwaffen und den Vietnamkrieg. In seinem Wahlkreis trat er gegen Fluglärm und die Absichten zum Bau einer Autobahn ein. Weiterhin drängte er auf den Schutz von Kinderdarstellern in der Fernsehwerbung und forderte ein Verbot der Entsendung von Tänzern nach Arabien durch nichtlizenzierte Agenturen.

### Staatsminister für die Künste
1973 wurde Jenkins von Harold Wilson, der nach der Wahlniederlage der Labour Party bei den Unterhauswahlen vom 18. Juni 1970 nunmehr Führer der Opposition war, zum Oppositionssprecher für die Künste ernannt, nachdem der bisherige Sprecher Andrew Faulds zurücktreten musste, weil er prozionistische Labour-Abgeordnete verspottet hatte, dass diese im Unterhaus wie vor der Knesset reden würden.
Nach dem Wahlsieg der Labour Party bei den Wahlen vom 28. Februar 1974 und der Bildung einer neuen Regierung durch Premierminister Harold Wilson wurde Jenkins zum Staatsminister für die Künste (Minister of State for the Arts) ernannt.
Unmittelbar nach seiner Ernennung schaffte er Museumsgebühren ab und verdreifachte die Zuschüsse für Museumsbeiräte. 1975 forderte er eine Aufstockung der Mitglied für die Kunstrat (Arts Council) um fünf Millionen Pfund Sterling. Die meisten Probleme hatte er mit seinem Gesetz für öffentliche Verleihrechte, das von Mitarbeitern im öffentlichen Dienst unterminiert wurde und von führenden Parteimitgliedern nicht unterstützt wurde, so dass er schließlich das Ziel von Angriffen frustrierter und wütender Autoren wurde.
In diesem Zusammenhang wurde seine Absicht zur Demokratisierung des Kunstrates von dem für ihn zuständigen Minister für Bildung und Wissenschaft (Secretary of State for Education and Science), Frederick Mulley, zurückgewiesen. Nachdem Wilson durch James Callaghan am 5. April 1976 als Premierminister abgelöst wurde, wurde Jenkins als Staatsminister für die Künste entlassen und durch Jack Donaldson ersetzt.

### Wahlniederlage und Oberhausmitglied
Bei den Unterhauswahlen vom 3. Mai 1979 erlitt Jenkins eine Wahlniederlage gegen seinen Herausforderer von den konservativen Tories, David Mellor: Während Mellor auf 23.040 Stimmen (46,8 Prozent) kam, entfielen auf ihn selbst nur 20.410 Wählerstimmen (41,49 Prozent), so dass er mit 2630 Stimmen Unterschied verlor und somit nach fünfzehn Jahren sein Abgeordnetenmandat abgeben musste.
Kurz darauf wurde er 1979 Präsident der Kampagne für nukleare Abrüstung CND (Campaign for Nuclear Disarmament), deren Vizepräsident er seit 1981 war.
Durch ein Letters Patent vom 14. Mai 1981 wurde Jenkins aufgrund des Life Peerages Act 1958 als Life Peer mit dem Titel Baron Jenkins of Putney, of Wandsworth in Greater London, in den Adelsstand erhoben und gehörte bis zu seinem Tod dem House of Lords als Mitglied an.
Seine offizielle Einführung (House of Lords) erfolgte am 13. Mai 1981 mit Unterstützung durch David Kenworthy, 11. Baron Strabolgi und Fenner Brockway, Baron Brockway.
Im House of Lords setzte Baron Jenkins, der als erstes Oberhausmitglied die Rückgabe der Elgin Marbles an Griechenland forderte, sein Engagement für Atomwaffenabrüstung fort und setzte sich 1982 für eine Aufgabe der Nuklearstützpunkte der USA in Großbritannien ein. Im Zuge des Spycatcher-Skandals trat er Ende der 1980er Jahre für die Einrichtung eines Gremiums zur Überwachung der Nachrichtendienste wie Security Service, Secret Intelligence Service und Government Communications Headquarters ein und unterstützte den hierzu 1993 eingebrachten Gesetzentwurf.

## Veröffentlichungen
- Essays in Local Government Enterprise., 1964.
- The Culture Gap., Autobiografie. 1979.
- Rank and File., 1980.
- Solo Boy., Radiohörspiel. 1983.
- When You and I Were Seventeen., 1985.
- A Day In September., 1986.
- In Time of War., 1986.
- Last Tune From Rangoon., 1987.
- View To a Death., 1989.